# Lebkuchen

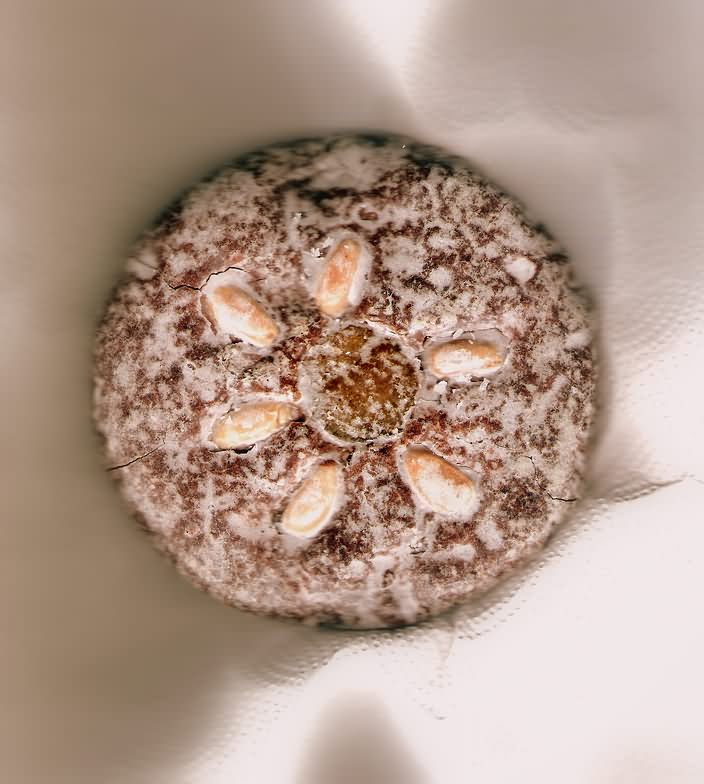
Lebkuchen tradicional com glacê de açúcar enfeitado com amêndoas

Lebkuchen, ou também Pfefferkuchen, é um tipo de pastel ou doce típico natalino, conhecido desde a Idade Média, consumido principalmente nos países europeus com inverno rigoroso, como por exemplo Alemanha, Áustria, Bélgica, Dinamarca, Polônia e Suíça. O Lebkuchen pode ser comparado com o Pão de Mel no Brasil devido à sua consistência e sabor, assim como com o bolo de mel da Ilha da Madeira.

## Descrição

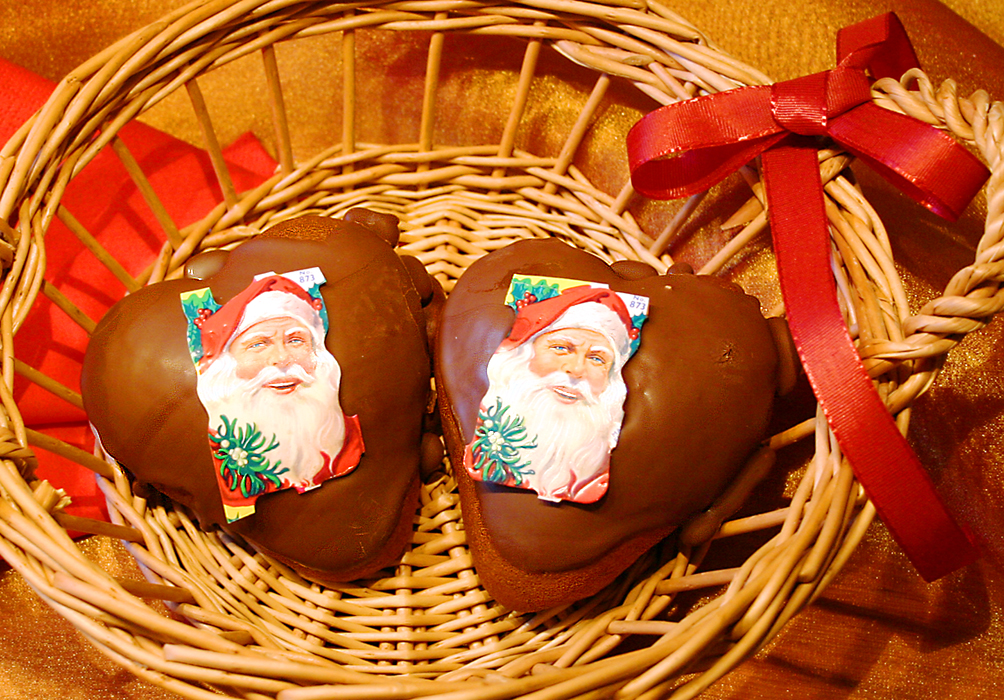
Lebkuchen em formato de coração coberto de chocolate

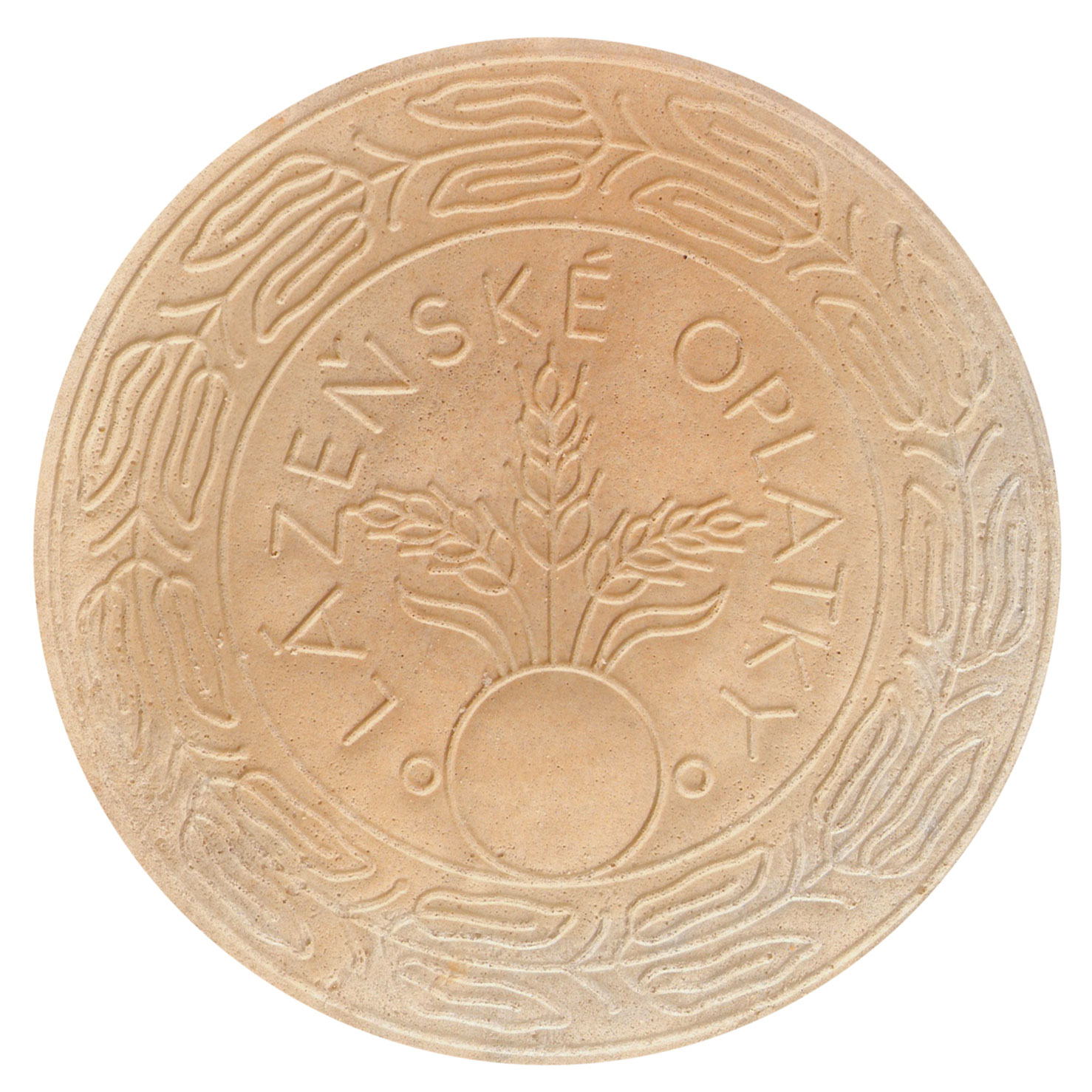
Obreia, sob a qual é colocada a massa do doce

### Ingredientes
- laranja e limão cristalizado
- nozes, avelã, amêndoas
- especiarias (anis, canela, cardamomo, coriandro, cravo, gengibre, noz-moscada, pimenta)
- mel
- farinha, açúcar e ovos

### Formato e aparência
- O Lebkuchen é achatado com no máximo 2 cm de altura. Tradicionalmente o doce é fabricado em formato redondo, quadrado como também em forma de coração. Porém, também existem Lebkuchen relembrando no formato o papai Noel.
- A massa do doce, antes de entrar no forno, é colocada em obreias. Uma obreia é similar a hóstia, feita de farinha e água, com aproximadamente um milímetro de espessura.
- O doce pode receber uma cobertura de chocolate ou de glacê de açúcar, como também é possível enfeitá-lo simplesmente com amêndoas.

## História

### Etimologia

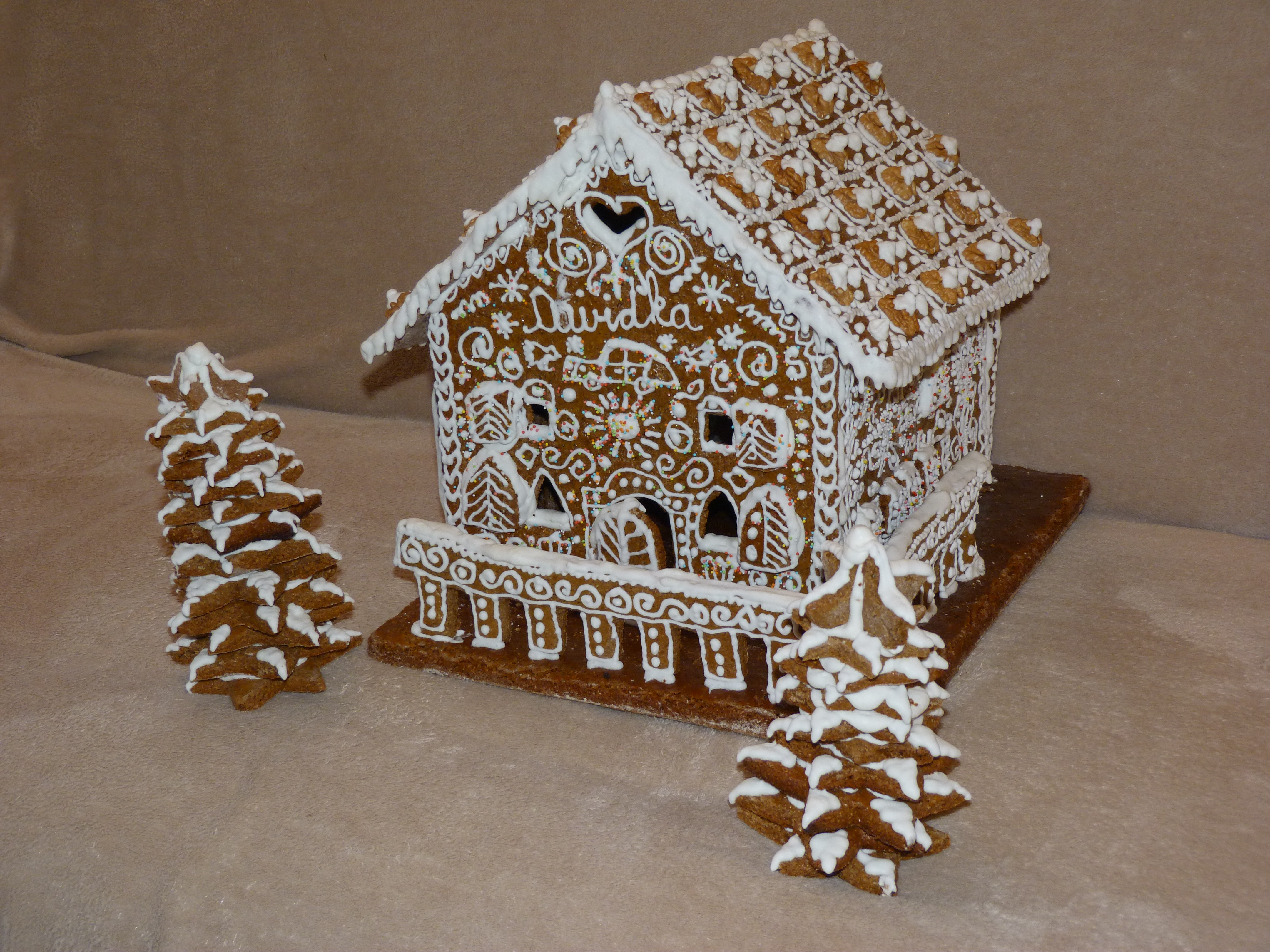
Lebkuchen

A origem da palavra Lebkuchen até hoje é incerta. Aparentemente o termo significa "bolo da vida", pois Leb é oriundo de Leben (em alemão: vida) e Kuchen (em alemão: bolo). Porém, o termo pode ter origens na língua germânica como também no latim:
- Laib (em germânico: corpo, como por exemplo a hóstia representando o Corpo de Cristo na liturgia cristã)
- Libum (em latim: bolo, pão achatado (tipo pão sírio) ou oferenda)

Pfefferkuchen (em alemão: bolo de pimenta) como também é chamado o Lebkuchen, tem suas origens no fato de que pimenta, como termo coletâneo, referia-se às especiarias raras, em geral provenientes do Oriente.

### Origem
As primeiras escrituras sobre bolinhos a base de mel descobertos em túmulos egípcios datam de 350 a. C.. Também os romanos conheciam o panus mellitus, o qual era consumido não só durante a época do natal, como também durante a Páscoa ou a Quaresma, servidos com cerveja de alto teor alcoólico.
O Lebkuchen, como é conhecido hoje em dia, foi inventado em Dinant na Bélgica. O doce a seguir apareceu na cidade de Aachen, originando o doce conhecido sob o nome de Aachener Printen. Em seguida, as freiras nos conventos francônios adotaram o doce como sobremesa. O doce é documentado pela primeira vez pelo nome Pfefferkuchen em 1296 em Ulm, em seguida 1370 em Munique e em Nuremberga no ano 1395.
Como os ingredientes principais, as especiarias, provinham do Oriente; consequentemente, as cidades situadas nas intersecções das vias comerciais durante a Idade Média desenvolveram uma tradição no fabrico do Lebkuchen, como por exemplo as cidades Colônia, Munique, Nuremberga, Ulm e Basileia.
(Fonte do trecho História: Tradução da wikipedia alemã)

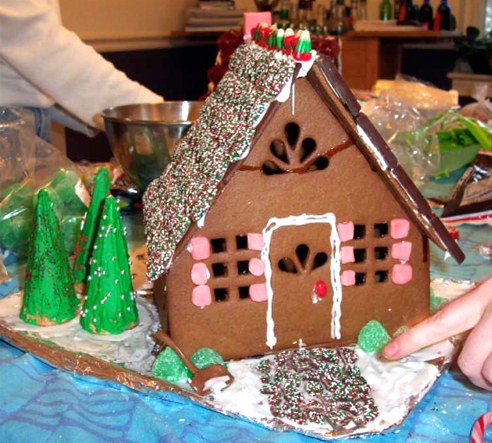
Casinha de Lebkuchen

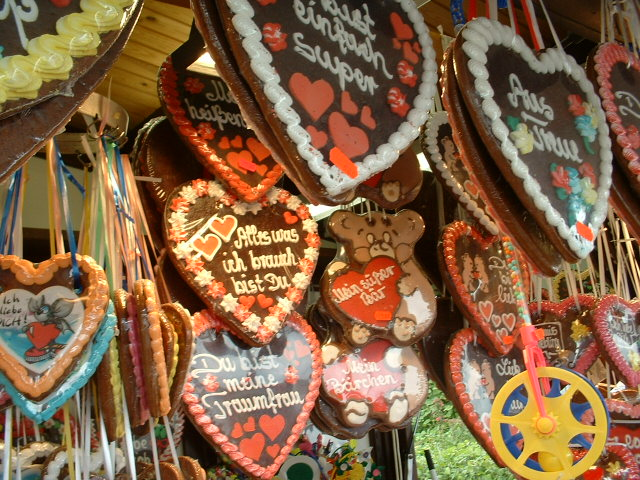
Corações de Lebkuchen

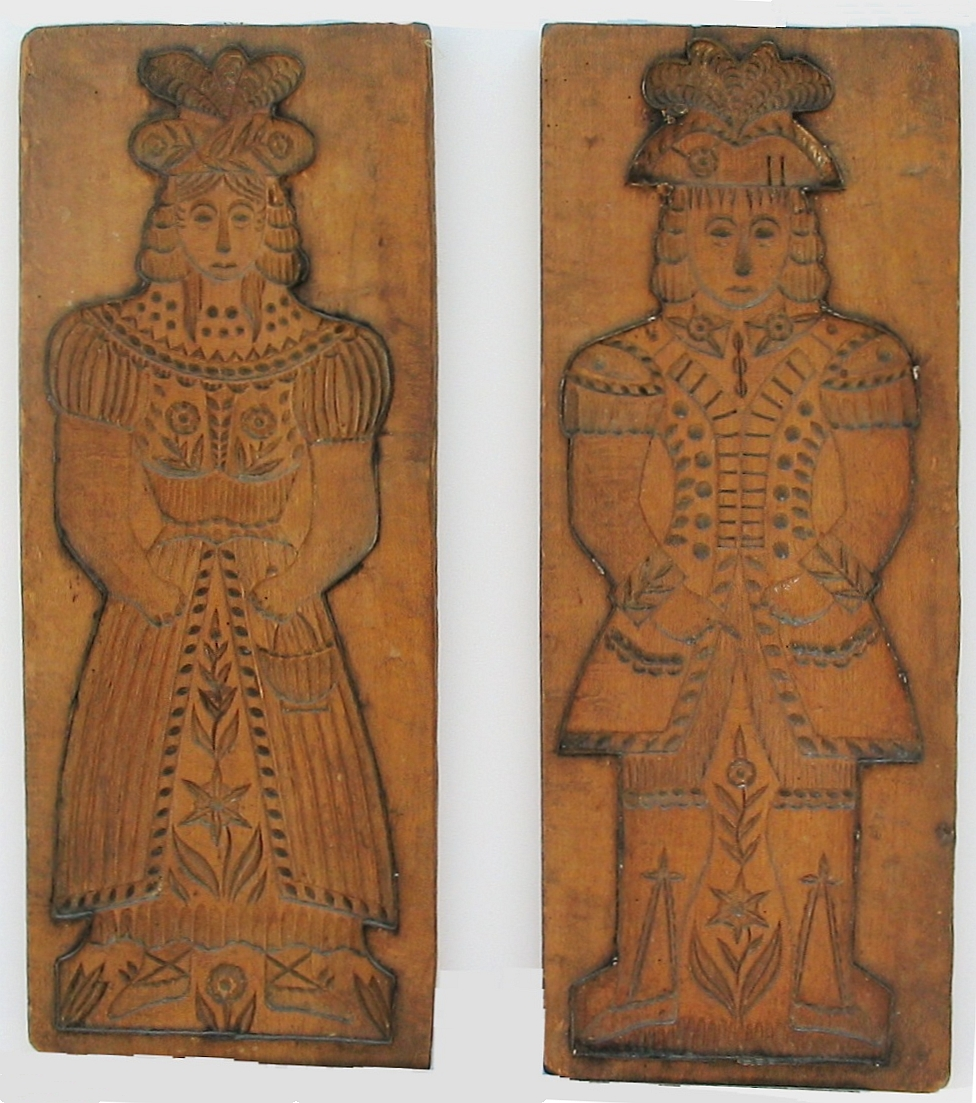
Formas para fabricar Aachener Printen (por volta de 1850)

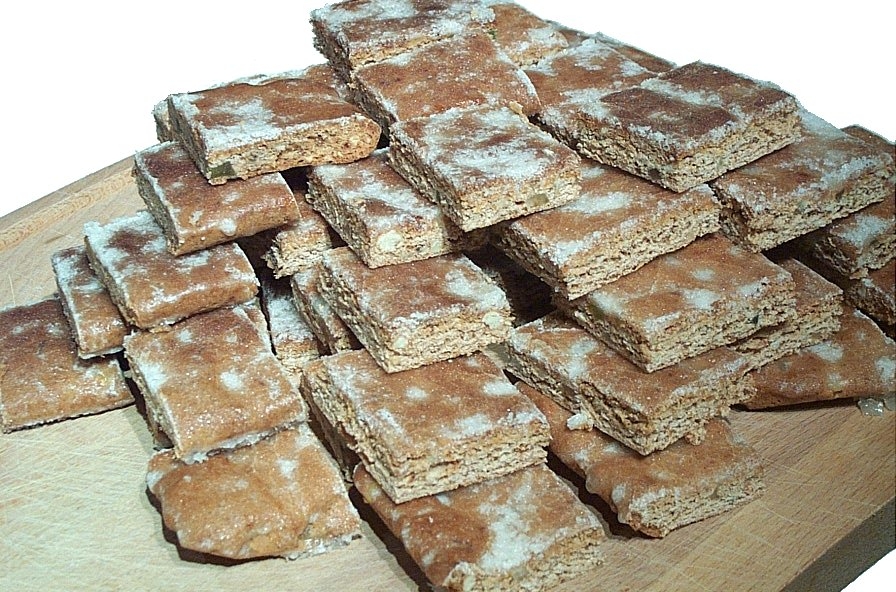
Basler Leckerli, doce da cidade de Basileia, na Suíça

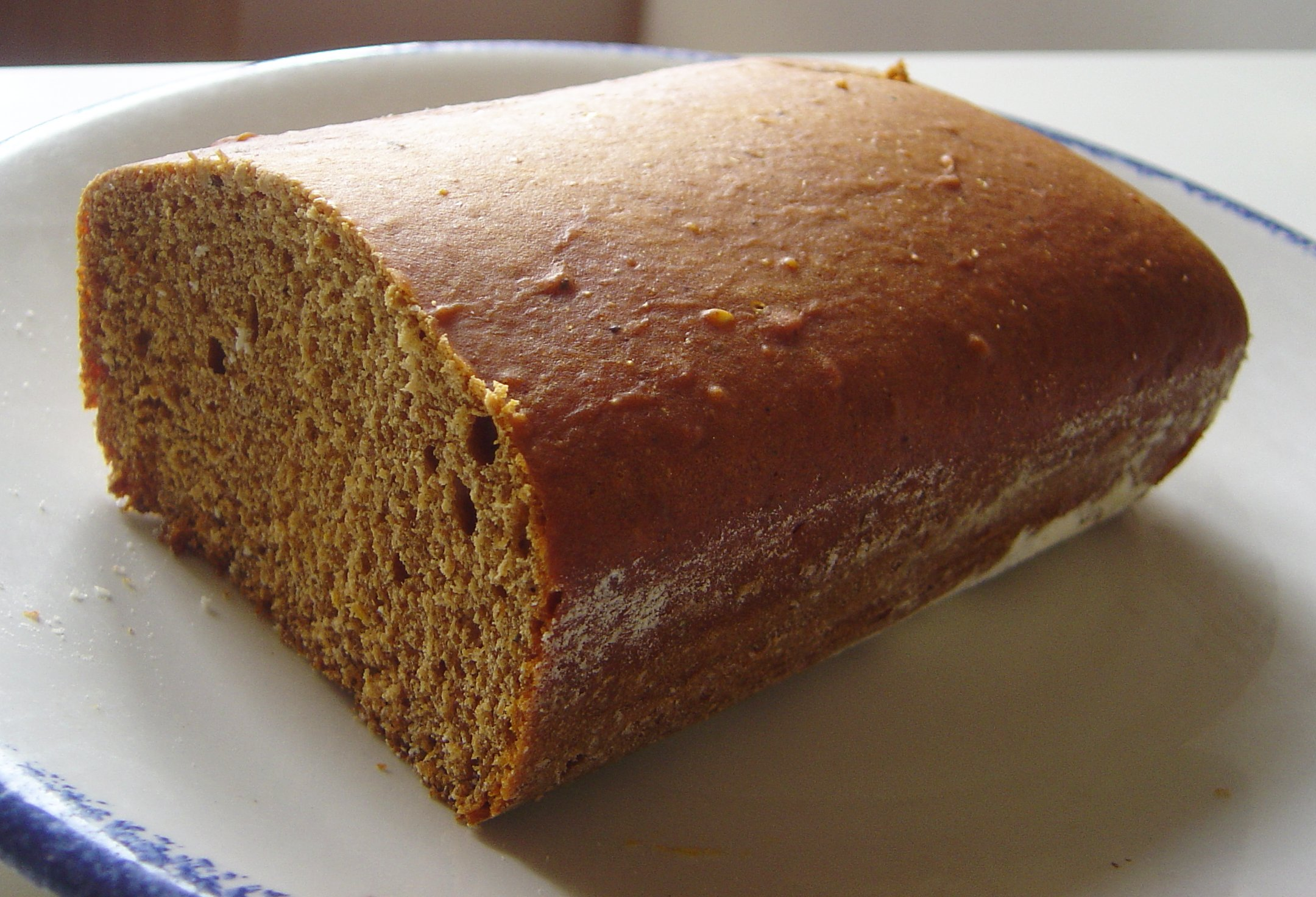
Pain d´épices, bolo de especiarias francês

## Especialidades e variedades

### Casinha de Lebkuchen
Muito populares são as casinhas feitas com massa de Lebkuchen, relembrando a casinha da bruxa do conto infantil João e Maria dos Irmãos Grimm.

### Corações de Lebkuchen
Lebkuchen em formato de coração é uma especialidade muito apreciada nas feiras tradicionais na Alemanha. A massa deste doce é bastante dura, pois normalmente os corações não são consumidos, mas sim, comprados como lembrança. As bordas dos corações são enfeitadas com glacê de açúcar e com este mesmo glacê escrevem-se mensagens no centro, do tipo „Eu te amo“ ou „Ao meu grande amor“.

### Elisenlebkuchen
É uma especialidade entre os Lebkuchen conhecida desde 1808. O doce só pode ser considerado do tipo Elisenlebkuchen, quando pelo menos 25 % da massa é constituída por nozes, avelãs e amêndoas e só 11 % da massa deve ser de farinha.

### Lebkuchen do tipo Nuremberga
Desde 1996 o termo Nürnberger Lebkuchen é uma denominação de origem protegida. As várias companhias situadas na região da cidade de Nuremberga são mundialmente conhecidas e só elas tem o direito de denominar seus produtos de Lebkuchen do tipo Nuremberga.

### Outras variações
- Aachener Printen, doce similar ao Lebkuchen proveniente da cidade alemã Aachen. O termo Aachener Printen é uma denominação de origem protegida.
- Arzberger Lebkuchen, tipo de Lebkuchen proveniente da cidade alemã Arzberg.
- Basler Leckerli, tipo de Lebkuchen proveniente da cidade suíça de Basileia e conhecido desde o século XIV.
- Pulsnitzer Pfefferkuchen, é uma variação do Lebkuchen proveniente da cidade alemã Pulsnitz na Saxônia. O termo Pulsnitzer Pfefferkuchen é uma denominação de origem protegida. O doce não contém manteiga ou qualquer outro tipo de gordura. Como é feito em pequenas padarias familiares até hoje, os ingredientes exatos não são conhecidos, mantidos em segredo, passando de geração para geração.

## Termos análogos
O que difere o Lebkuchen do pão de mel, do ginger bread (em inglês: pão de gengibre) ou também do pain d´épices (em francês: bolo de especiarias) são tanto os ingredientes, como o modo de preparo e também o formato em si:
- O Lebkuchen é um pastel (pâtisserie), mais lembrando uma bolacha grande, enquanto que os exemplos acima, como o pão de mel, são considerados bolos.
- A massa do doce é colocada em obreias.
- Para a fermentação não é utilizado fermento em pó ou levedura, mas sim, bicarbonato de sódio ou carbonato de potássio.

Diferenciação
(em alemão) Ingwerbrot = (em inglês) Ginger bread = (em castelhano) pan de jengibre = (em português) Pão de gengibre
(em alemão) Honigkuchen = (em inglês) Honey cake = (em francês) Pain d´épices = (em português) Pão de mel
(em dinamarquês) Pebernødder = (em alemão) Lebkuchen ou Pfefferkuchen = (em norueguês) Pepperkake